# Лисичани
Лисичани (мкд. Лисичани) су насеље у Северној Македонији, у средишњем делу државе. Лисичани припадају општини Пласница.

## Географија
Насеље Лисичани је смештено у средишњем делу Северне Македоније. Од најближег већег града, Кичева, насеље је удаљено 15 km источно.
Рељеф: Лисичани се налазе у Доњекичевском крају, која обухвата средишњи део слика реке Треске. Село је положено на десној обали реке Треске. Јужно од села издиже се Бушева планина. Надморска висина насеља је приближно 590 метара.
Клима у насељу је континентална.

## Становништво
Лисичани према последњем попису из 2002. године имају 1.153 становника. Од тога огромну већину чине Турци, тачније Торбеши (98%).
Национални састав по попису из 2002. године био је:
Већинска вероисповест у насељу је ислам.

## Образовање
- ОШ „Мирче Ацев“

## Културни историјски споменици
- Споменик из НОБ-а,
- Црква Светог пророка Илије (у изградњи) - Године 1995. постављен је камен темаљац за Цркву Светог пророка Илије освећена од стране митриополита Тимотеја. Гради се на темељима старе цркве, за коју се верује да је из 1560. године, а није познато када и зашто је срушена.